# هيلين مورغان (سياسي)
هيلين مارغريت ليليان مورغان  (مواليد 1974/1975 (العمر 49–50)هي سياسية، بريطاني من الحزب الليبرالي الديمقراطي ومحاسبة قانونية، وكانت عضوًا في البرلمان (MP) عن شمال شروبشاير منذ عام 2021 . مورغان هي أول ديمقراطية ليبرالية تمثل الدائرة الانتخابية، التي كانت في السابق مقعدًا آمنًا للمحافظين. كما أنها أول امرأة نائبة عن الدائرة الانتخابية.

## النشأة والوظيفة
ولدت مورغان في عام 1974 أو 1975 في ستون، ستافوردشاير. ثم انتقلت مع عائلتها إلى باكينجهامشير ونشأت في تلك المنطقة.  قرأت التاريخ في كلية ترينيتي ، كامبريدج،  وتخرجت في عام 1996.
مورغان هي محاسبة قانونية، وقبل انتخابها لعضوية البرلمان، كانت تعمل كمراقب مالي لشركة عقارية مقرها في شمال شروبشاير. تضمنت خبرتها السابقة منصب رئيس التنبؤ بالهامش في شركة بريتش غاز، ورئيس التقارير المالية في سنتريك وكمدير تدقيق في KPMG.

## مهنة سياسية محلية
بدأت مورغان حياتها المهنية في السياسة بصفتها مستشارة أبرشية. في 6 مايو 2021 ، كانت مورغان مرشحًا ليبراليًا ديمقراطيًا في انتخابات مجلس شروبشاير لعام 2021 للتقسيم الوحدوي لميريس وخسر بفارق ضئيل أمام مرشح حزب المحافظين بفارق 23 صوتًا.

## مهنة برلمانية
تم اختيارها كمرشح ليبرالي ديمقراطي لانتخابات شمال شروبشاير الفرعية في 16 نوفمبر 2021. سبق لها التنافس على المقعد في الانتخابات العامة لعام 2019 حيث احتلت المركز الثالث بنسبة 10٪ من الأصوات.  وكان يعتبر مقعدًا آمنًا للمحافظين حيث مثله أحد أعضاء الحزب منذ عام 1983 بشكله الحالي. تم إطلاق الانتخابات الفرعية بعد أن أعلن النائب الحالي أوين باترسون في 4 نوفمبر أنه سيتنحى بعد أن أشار رئيس الوزراء بوريس جونسون إلى أنه لن يمنع تعليقه من البرلمان بعد أن تبين لهيئة الرقابة أنه انتهك قواعد ممارسة الضغط. كانت الحكومة قد أصدرت في وقت سابق سوطًا من ثلاثة خطوط لنواب المحافظين لدعم تعديل لمنع معاقبة باترسون وإصلاح الهيئة الرقابية، لكن في اليوم التالي عكست موقفها.  ضغطت باترسون مرارًا وتكرارًا نيابة عن شركة الرعاية الصحية Randox راندوكس وشركة الأغذية أغذية لين الريفية. بالنسبة للأول، عملت كمستشار مدفوع الأجر لما لا يقل عن 100000 جنيه إسترليني سنويًا، وضغط لتأمين عقود COVID-19 الحكومية التي تبلغ قيمتها حوالي 600 مليون جنيه إسترليني دون تقديم عطاءات تنافسية.   ووصفت صحيفة «فاينانشيال تايمز» حملة الانتخابات الفرعية بأنها «طغى عليها انتقاد رئيس الوزراء» بعد أن «أدت محاولة بوريس جونسون الفاشلة لإنقاذ باترسون إلى فتح اتهامات بالتسامح مع» الفساد «في حكومته». ركز الديمقراطيون الليبراليون حملتهم على هذا.  تم انتخابها في 16 ديسمبر بأغلبية 5925 (15.6٪) بتأرجح 34.1٪ من حزب المحافظين. بلغت نسبة المشاركة 46.3٪. 

## الحياة الشخصية
بعيدًا عن السياسة ومسيرتها المالية، أجرت مورغان نصف ماراثون لجمع الأموال للعديد من المؤسسات الخيرية وتطوعت كوصي في حضانة محلية. تزوجت مورغان في عام 2003 ولديها ولد. تعيش الأسرة في هارمر هيل،  بعد أن انتقلت إلى شمال شروبشاير في عام 2014.  يعيش والداها وأختها أيضًا في شروبشاير.